# Association professionnelle des techniciennes et techniciens en documentation du Québec
L’Association professionnelle des techniciennes et techniciens en documentation du Québec (APTDQ) était un regroupement de techniciennes et techniciens en documentation de tous les milieux de travail au Québec. Elle a été fondée le 6 mai 1989 à Trois-Rivières.
Elle a été dissoute le 31 décembre 2020 après 32 ans d’existence.
Ses objectifs étaient :
- de regrouper des personnes de même profession,
- de faire connaître et de promouvoir auprès des employeurs le caractère professionnel de cette profession,
- de défendre les intérêts des membres auprès des employeurs et de l’État,
- de fournir des services de toute nature concernant les buts de l’association,
- de favoriser le développement de la profession,
- de développer les échanges entre les professionnels[3].

## Historique

### Fondation
En 1968, six collèges d’enseignement général et professionnel (Cégep) offraient le programme de techniques en documentation. L’Association pour l'Avancement des Sciences et des Techniques de la Documentation (ASTED) regroupait les diplômés en bibliotechnique et en techniques de la documentation. Après 20 ans d’existence du programme, des finissantes du Département des techniques de la documentation du Cégep de Trois-Rivières s’interrogeaient sur la nécessité de créer une association professionnelle distincte pour discuter des besoins, des problèmes et de l’avenir de la profession. Dans le cadre d’un cours, les diplômés des techniques en documentation depuis la création du programme au Cégep de Trois-Rivières furent sondés. En 1988, lors du Conventum du Département du Cégep, les résultats furent présentés. Ils révélèrent l’« urgence de fonder une association de techniciennes et techniciens en documentation » et un Conseil provisoire fut formé.
Le 6 mai 1989, lors de la première assemblée générale, un Conseil d’administration (CA) était élu et les résolutions constitutives de l’APTDQ dont les statuts et règlements étaient adoptées.

### Dissolution
Le 4 novembre 2020, lors de la 32e assemblée générale annuelle, devant 20 membres présents virtuellement, le CA fait le point sur la situation financière de l’APTDQ. Un déficit projeté menace sa survie et « une assemblée extraordinaire est prévue le 28 novembre 2020 afin de discuter de sa dissolution ».
Lors de cette assemblée, le CA a expliqué aux 20 membres présents en ligne les raisons justifiant la dissolution de l’association. Depuis 8 ans, l’APTDQ est en déficit. La recherche de subventions n’a pas été fructueuse. Les revenus provenant de la participation aux formations et aux congrès sont insuffisants. Un prêt auprès d’une institution financière impliquerait que les membres du CA mettent leur salaire en garantie, ce qui n’est pas possible. La couverture de l’assurance des administrateurs ne peut être renouvelée pour l’année 2021. La majorité des membres votent en faveur de la dissolution, il est alors convenu que l’APTDQ sera officiellement dissoute le 31 décembre 2020.
Les causes de cette situation sont le manque d’intérêt et d’engagement croissants de la part des techniciennes et techniciens en documentation envers leur association. Depuis longtemps, elles et ils préfèrent plutôt adhérer ou s’impliquer dans une association correspondant à leur expertise, plus spécialisée en archivistique ou en bibliothéconomie. Lors de cette assemblée extraordinaire, il est souligné que la présence de seulement 20 membres à une assemblée aussi importante alors qu’elle a lieu en ligne illustre le manque d’intérêt. Le fait que les étudiantes et étudiants en techniques de la documentation n’adhèrent pas à l’association malgré la gratuité depuis 2008 témoigne également d’un désintérêt.
En novembre 2021, la Fédération des milieux documentaires (FMD) lance officiellement la section Tech Doc.

## Activités

### Congrès et colloques
De 1990 à 2020, l’APTDQ a organisé 15 congrès et 2 colloques.

### Prix Manon-Bourget
Lors de son 6e congrès, en mai 1998, l’APTDQ remet pour la première fois le prix d’excellence Manon-Bourget. Un prix créé pour honorer la mémoire d’une technicienne en documentation décédée en 1997 dans un tragique accident.
La FDM poursuit la remise du prix d’excellence Manon-Bourget (volet étudiant et volet professionnel).

### Sondages et enquêtes
En 1991, le deuxième rapport annuel annonce une enquête sur l’état de la profession de technicienne et technicien en documentation. En 1994, les résultats sont publiés dans un document intitulé Profil professionnel des membres de l’APTDQ. Rapport de l’enquête sur l’état de la profession de technicienne et technicien en documentation.
En 1996, l’APTDQ publie le document Résultats de l’enquête sur le taux d’emploi des techniciennes et techniciens en documentation en librairie.
En 2006, l’APTDQ participe à « une enquête du ministère de l’Éducation, du Loisirs et du Sport sur les besoins des employeurs quant aux techniciens en documentation nouvellement arrivés sur le marché du travail ».
En 2010, les résultats d’un sondage sur la profession de techniciens en documentation sont présentés au Congrès des milieux documentaires.

### Représentations auprès des institutions
De 1992 à 1994, l’APTDQ participe à la Table de travail sur la révision du programme des Techniques de la documentation, projet sous la responsabilité du ministère de l’Éducation du Québec. En avril 2014, elle participe à un projet d’actualisation locale du programme en organisant une rencontre avec les coordonnateurs des départements des techniques en documentation.
En 1996, l’APTDQ présente un mémoire en commission parlementaire lors de l’adoption de la Loi sur l’équité salariale. En 2006, elle dénonce l’absence de leur corps d’emploi dans l’entente sur l’équité salariale dans la fonction publique entre les syndicats et le Conseil du trésor. Lors d’un deuxième affichage, il sera le seul corps d’emploi ajouté à la liste des corps d’emploi discriminés.
En 2000, l’APTDQ participe à la création d’un regroupement des associations du milieu documentaire nommé la Table des milieux documentaires et archivistique du Québec (TAMDAQ).
Au début des années 2000, l’APTDQ travaille à la création d’une classe principale pour leur corps d’emploi dans le cadre de la refonte de la classification des emplois dans la fonction publique québécoise.

### Publications
L’APTDQ publiait quatre numéros par année d’un bulletin de liaison interne nommé Bulletin de nouvelles. En 1991, le bulletin devient Info-documentation et passe d’environ 7 pages à environ 30 pages pour devenir une revue en 2014.
En 1990, l’APTDQ coédite avec Documentor L’indispensable en documentation : les outils de travail de Manon Bourget, Robert Chiasson et Marie-Josée Morin.
En 1999, l’APTDQ publie L’Amorce d’une carrière : comment trouver un emploi en gestion de l’information et de la documentation de Maria-Jésus Sénas.